# Světlá nad Sázavou
Světlá nad Sázavou là một thị trấn thuộc huyện Havlíčkův Brod, vùng Vysočina, Cộng hòa Séc.